# 圣本笃堂 (费拉拉)

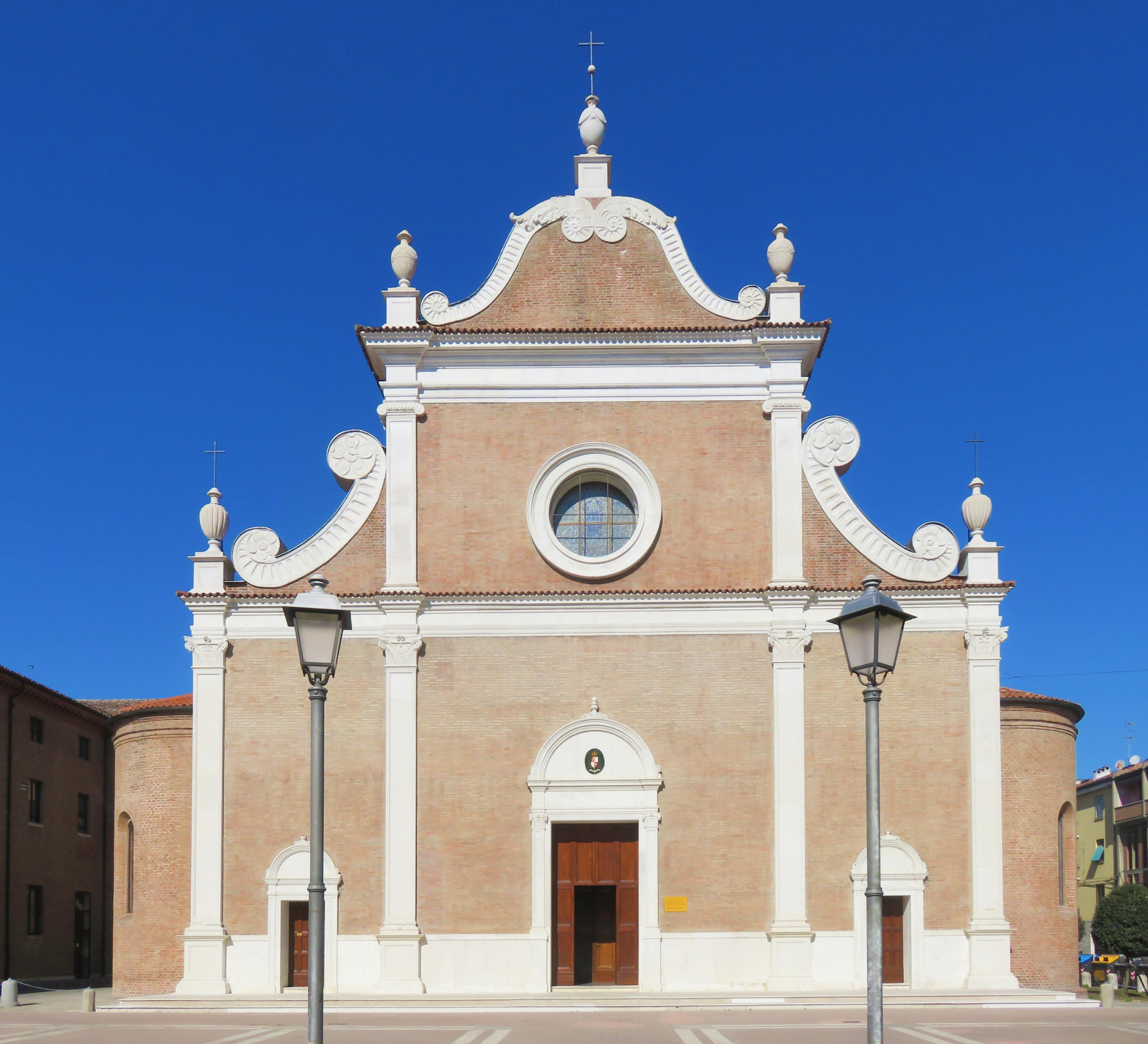

圣本笃堂（Chiesa di San Benedetto）是意大利费拉拉的一个罗马天主教教堂，位于圣本笃广场（piazza San Benedetto）。
该堂原属本笃会，建于1496-1553年，1563年祝圣，钟楼建于1621年。1612年阿里奥斯托葬于此处。。
法国大革命期间，该堂曾用作兵营和马厩，1812年重新开放。1912年该堂分配给鲍思高慈幼会。1944年该堂遭英国轰炸，大部被毁。1954年按原设计重建，由费拉拉主教鲁格罗·博夫利祝圣。
2007年6月15日，该堂发生大火，损失严重。目前正在进行修复。